# Голінка (Роменський район)
Го́лінка — село в Україні, у Сумській області, Роменському районі. Населення становить 237 осіб.
Голінка входить до Ярошівського старостинського округу Андріяшівської сільської громади
До 12 червня 2020 року органом місцевого самоврядування була Новогребельська сільська рада.

## Назва
На деяких мапах, зокрема, Google-мапах назва села помилково позначена як Голенка.
Уродженець Голінки, відомий картограф Іван Стрельбицький на топографічній мапі 1868 року (масштаб у 1 см - 4.2 км) із невідомих причин підписав своє село російською мовою як "Галенка". За правилами перекладу з української на російську і навпаки, четверта буква Е не змінюється. Пізніше, така ж назва вживається на мапах "триверстовках" 1919 року. Незрозуміло, чи є це помилкою, проте така назва вживалася на імперських та російських картах майже півтора століття. На німецьких військових топографічних картах 1943 року використано назву "Golinka".
Села з такими ж назвами:
Ґолінка (пол. Golinka, нім. Alt Guhle) — село в Польщі, Великопольське воєводство. Слід зауважити, поруч з Голінкою заходиться більше село Голіна Велика. Ймовірно, назва Голінка у цьому випадку є похідною від Голіни.
Ґолінка (пол. Golinka) хутір села Бажковіце (пол. Barzkowice, niem. Barskewitz), Західнопоморське воєводство, Польща.
Голінка — село у Чернігівській області, Ніжинський район

## Географія

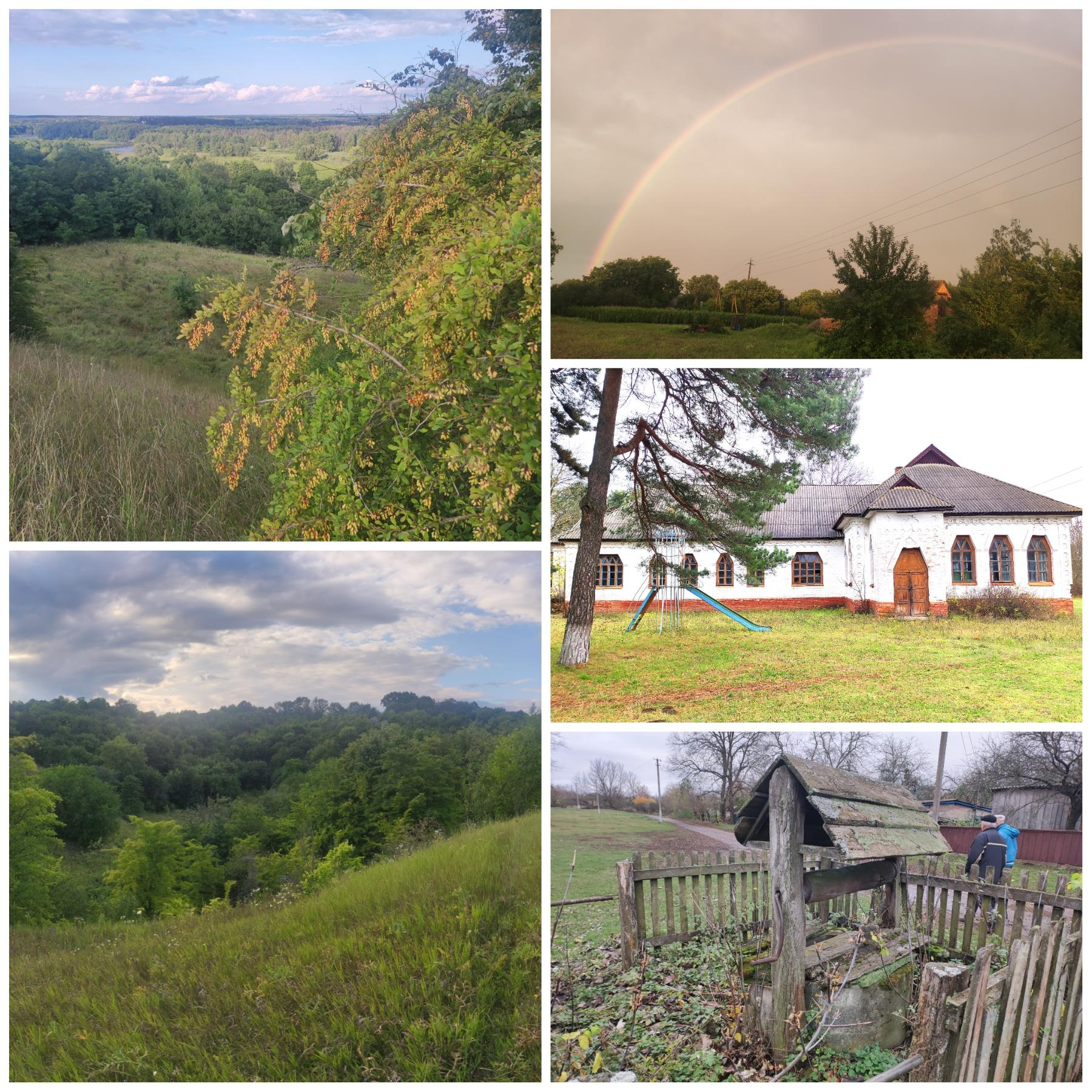

Село Голінка розташоване у лісостеповій зоні на Придніпровській низовині, на стику трьох областей — Сумської, Полтавської та Чернігівської, на високому правому березі річки Сула. Вище за течією на відстані 0,5 км розташоване село Нова Гребля, нижче за течією за 3 км розташоване село Свиридівка (Лохвицький район) Полтавської області, на протилежному березі — село Білогорілка Полтавської області.
Річка Сула біля Голінки мінлива — місцями широка, глибока і повільна, а місцями, на перекатах — вузька та швидка, звивиста, утворює стариці та заболочені озера.
Село розділяється глибоким яром зі струмком, на якому побудовано ставок. Через яр перекинуто насип та мальовничий місток з бруківкою.
Від Голінки місцевий автошлях виходить до села Андріяшівка (відстань 21 км), де перетинається із магістральним шляхом Р60, яким можна потрапити до Ромен, Лохвиці та Пирятина. Інший шлях, який нині перебуває у незадовільному стані, веде до Лохвиці (відстань — 22 км).
Відстань магістральними автошляхами до Києва — 236 км, Сум — 144 км, Полтави — 225 км, Чернігова — 244 км, Львова — 776 км, Одеси — 713 км, Ромен — 45 км.
Найближча залізнична станція — Андріяшівка (відстань автошляхами — 21 км)

## Історія
Про давність поселень території навколо села Голінка свідчить велика кількість скіфських курганів на височині між селами Голінка та Залатиха. Ці кургани ймовірно належать до Посульських курганів Сумщини. Частина із них має дивну форму — декілька курганів, оточені навколо насипом або валом. Це пояснюється тим, що культурний органічний шар курганів у козацьку добу використовувався для виробництва селітри, із якої далі виготовляли порох. Вали і насипи навколо курганів — це «Відходи виробництва». Іноді такі пошкоджені кургани помилково вважають пограбованими, а раніше називали «Розритою могилою».
Згадки про Голінку зустрічаються у метричних книгах Церкви Успіння Пресвятої Богородиці починаючи з 1780 року, та у її сповідних розписах — з 1748 року. Відповідно, у 1748 році у Голінці вже була церква.
Голінка також згадується у податкових реєстрах 1750—1756 рр.
До 1781 року, зокрема, у період Гетьманщини, село Голінка входило до Лохвицькій сотні Лубенського полку. Із 1781 р. — до Глинського повіту Чернігівського намісництва.
У 19 сторіччі за адміністративним поділом Голінка належала до Лохвицького повіту Полтавської губернії.
На теперішній час (2023 рік) Голінка належить до Роменського району Сумської області.
До 19-го сторіччя через Голінку проходив жвавий «Стародубський шлях» — дорога із Лохвиці на Талалаївку і далі до Стародуба. Таке положення сприяло розвитку та економічній стабільності Голінки. Пізніше, із побудовою Лібаво-Роменської залізниці та розвитку прямого шляху із Лохвиці до Ромен, «Стародубський шлях» втратив своє стратегічне значення і занепав.
Перший храм села — Свято-Успенський, знаходився на околиці села над Сулянською кручею (голінський куток «Цвинтар»). Сповідні розписи храму сягають 1780 року.
Храм Успіння Пресвятої Богородиці знаходився у сучасному центрі села. У часи радянської окупації храм був зачинений, частково зруйнований та, за свідченнями голінчан, пристосований під клуб. Голінчани свідчать про антирелігійний рух у Голінці на початку 1920 років, комсомольців, які ініціювали руйнування храму, скинуті дзвони.
Село постраждало внаслідок геноциду українського народу, проведеного урядом СССР 1923—1933 та 1946—1947 роках[джерело?].
У 2003 — Верховна Рада України уточнила українську назву села з Голенка на Голінка.

#### Голінка— БатьківщинаІвана Опанасовича Стрельбицького[12]
У Голінці народився, провів дитинство, проживав після звільнення із військової служби Іван Стрельбицький — відомий геодезист і картограф. Серед його розробок — детальна карта імперії, більшої половину Німеччини, Австрійської імперії, Балкан та Малої Азії, видана на у 1871 році на 152 аркушах у масштабі в 1 см — 4.2 км. Цікавою розробкою, що стосується України, є видання Івана Стрельбицького «Мапа Донецького кам'яновугільного кряжу», у якому описані багатства Донецького кряжу. Видання сприяло розвиток вугледобувної галузі та будівництву нових залізничних шляхів.
Після відставки у 1889 році Іван Стрельбицький повернувся до Голінки та поселевся у невеликому маєтку, який придбав у пана Дорогокуплі. У 1900 році Іван Опанасович помер та був похований, згідно заповіту, біля Свято-Успенської церкви на високій горі біля Сули. Нащадки вченого потрапили під репресивну машину радянської влади, його будинок пристосували під медпункт, а могила — руйнувалася.
У 1960-х році про ім'я вченого знову згадали: відомі вчені-геодезисти та керівництво Географічного товариства порушили питання про увічнення пам'яті Івана Стрельбицького. У 1967 році відбулося перепоховання Івана Опанасовича зі старого цвинтара на новий, де на могилі було встановлено пам'ятник.

#### Діяльність Володимира Прокоповича Дорогокуплі
У 1880-х роках підприємливий голінчанин, дрібний дворянин пан Володимир Прокопович Дорогокупля вкладав інвестиції у розвиток інфраструктури та переробної галузі, сприяв розвитку освіти.
Пан Дорогокупля започаткував у Голінці фруктовий бізнес. На крутих сулянських схилах його командою зроблено тераси та посаджено сад із яблунь, слив, груш, смородини та винограду. Від Сули до підніжжя гори прорито канал та встановлено насосну станцію, яка приводилася у рух кіньми та подавала воду на вершину у резервуари. Звідти вода самоплином зрошувала дерева. Сад швидко підріс, став давати гарні врожаї, тому пан Дорогокупля побудував цехи для перероблення, сушіння і пакування фруктів. Фахівець розуміє, що якісні сухофрукти для узвару неможливо зробити швидко, а у великих масштабах це досить складно.
Свіжа продукція і сухофрукти із господарства Дорогокуплі мали попит в Україні та за кордоном. Голінчани свідчать, що сушені яблука у спеціально виготовлених дерев'яних коробах експортувалися до Франції. Враховуючи розвиток залізничного транспорту та зв'язки пана, французи вживали узвар із голінської сушки.
Бізнес розвивався. На Стародубському шляху у Голінці пан Дорогокупля побудував механічний млин, крупорушку і олійницю. Для заохочення клієнтів він розвивав інфраструктуру — будував шляхи та налагодив паромну переправу через Сулу, тому жителі навколишніх сіл та містечок могли легко доставляти своє збіжжя на перероблення, а продукція швидко транспортувалася до залізниці.
Як всі відомі династії харчовиків — Бобринські, Терещенки, Харитоненки та Симиренки, пан Дорогокупля опікувався справами освіти та культури. Бувши членом Лохвицького повітового земства, він домагався будівництва нових шкіл, запрошував талановитих педагогів, приділяв увагу виховній роботі та патріотичному вихованню дітей. Був попечителем голінської школи, а у 1910 році сприяв будівництву її нового приміщення у стилі українського архітектурного модерну, із залученням відомих архітекторів. Збереглися похвальні листи, якими пан Дорогокупля, як попечитель Голінського училища (школи) нагороджував кращих учнів.
У 2012 році пан Дорогокупля заснував Голінське сільськогосподарське товариство та лобіював у земстві кошти для його підтримки. Щоб заоохотити голінчан до розведення високопродуктивної великої рогатої худоби, завів у своєму господарстві породистого племінного бугая.
У своєму маєтку мав телефон.
Пан Дорогокупля товаришував із авторитетними науковцями та громадськими діячами, наприклад, українським ученим-економістом Михайлом Туган-Барановським, який мав дачу у сусідньому селі Лука, і чиїм іменем пізніше назвуть провідний український університет; дворянською родиною Терешкевичів та юристом Янушевичем із сусіднього села Свиридівки.
Пан Дорогокупля мав красивий маєток біля сулянського схила, у голінському кутку Голомозівка. Від його будинку до саду йшла широка алея, обсаджена бузком і трояндами. Біля схилів саду алея звертала до кручі і вела до альтанки з фантастичним краєвидом на річку та навколишні села. Від альтанки стежка спускалася до річки, де була облаштована купальня із мурованими сходами.
Після жовтневого перевороту у 1917 році Володимир Дорогокупля прийняв важке рішення емігрувати до Франції. Разом з дочкою та друзями по бізнесу він вирушив кінним екіпажем до Одеси, проте у дорозі захворів тифом і помер.
У Голінці збереглися залишки легендарного яблуневого саду над Сулою, руїни парового млина та маєтку шанованого пана.
За свідченням жителів Голінки, обладнання парового млина пана Дорогокуплі було у справному стані до 1970-х років. Паромна переправа, збудована паном, розміщувалася у районі будинку мисливця і працювала орієнтовно до 1960-х років.
Садиба пана Володимира Дорогокуплі тривалий час була занедбана, використовувалася для господарських потреб, а у 2017 році була знищена пожежею. Нині від садиби залишився лише фундамент.
Добра пам'ять про справи легендарного голінчанина передається з покоління у покоління. Голінчани наголошують, що пан Дорогокупля був прикладом справжньої Української еліти, якою варто пишатися, просвітителем, який піклувався про свій край, рухав село вперед, будував і розвивав.

### Школа
Із середини 19-шо сторіччя у Голінці працювала церковно-приходська школа, де діти вивчали основи грамоти, математики та Закону Божого.
В 1883 році в селі відкрито земську початкову школу, яку офіційно називали «Народним початковим училищем», а паралельно з нею продовжила роботу школа церковно-приходська, у якій навчалися лише дівчата.
У 1910 році відкрито нове приміщення Школи. Цьому сприяв відомий голінчанин, меценат, член Лохвицького повітового земства Володимир Прокопович Дорогокупля. Пан Дорогокупля домагався будівництва нових шкіл, запрошував талановитих педагогів, приділяв увагу виховній роботі та патріотичному вихованню дітей. Слід звернути увагу, що будівництво споруд у стилі Українського модерну потребувало багато коштів, цей стиль вважався найдорожчим. Цей факт вказує на патріотичну позицію меценатів, аграріїв та промисловців, які вкладали інвестиції в українське майбутнє, у освіту, та забезпечували дітей найкращими умовами для навчання.

Приміщення Школи побудоване в стилі українського архітектурного модерну, за спільним проєктом земських техніків і Опанаса Сластіона видатного зодчого, художника, педагога і теоретика цього архітектурного напряму. Таких «Сластіонових» шкіл, або, як їх ще називають дослідники, «Шкіл за Лохвицьким проєктом», у період із 1910 до 1916 року було побудовано до 140, а більшість із них діяли у Лохвицькому, Чорнухинському, Лубенському, Варвинському і Роменському районах. Архітектори наслідували такий проєкт під час будівництва шкіл до 1930-х років.

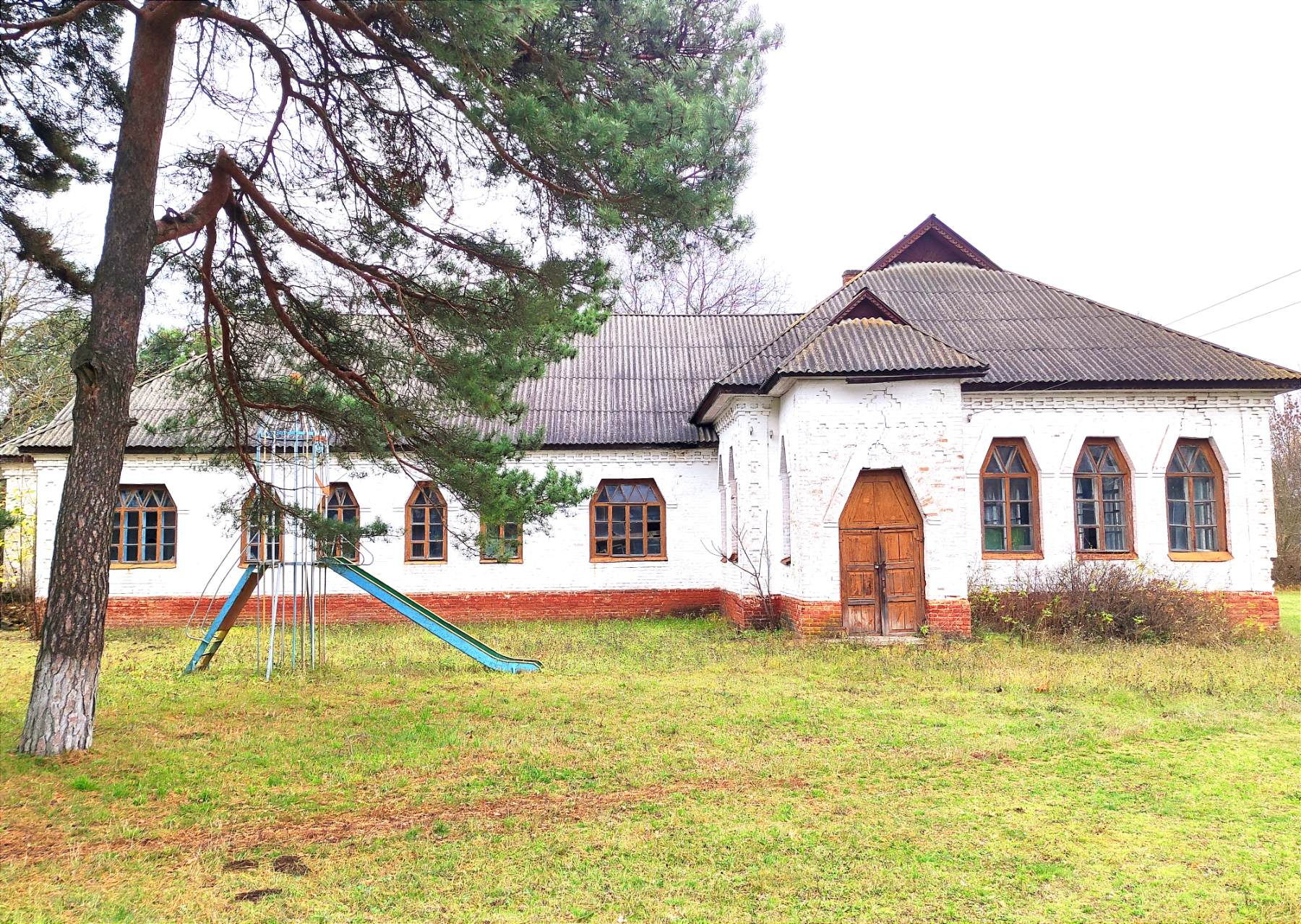
Голінська школа за проектом Опанаса Сластіона, 1910 рік.

Для порівняння, яскравий приклад українського архітектурного модерну — будівля Полтавського земства, де нині знаходиться Полтавський краєзнавчий музей. Такий же типовий архітектурний напрям на початку 20-го сторіччя був прийнятий для будівництва шкіл.
В 1914 році Голінська школа стала двокомплектною і отримала статус народного училища.
В 1929 році Школа стала семирічною. Під час другої світової війни до 1943 року Школа не працювала.
У 1967 році, поруч зі старим приміщенням Школи, було побудовано нове. На території Школи збудовано стадіон, спортивний майданчик, їдальню, насаджено сад.
А в 1968 році за ініціативи директора Любові Сегліної Голінській Школі присвоєно статус середньої. 1971 року Школа стала восьмирічною.
Пізніше Школу очолювали Федір Худолій, Іван Кулинич, Марія Понпа, Микола Сенько і Микола Лазоренко.
На початку 2010-х років у Школі проведено капітальний ремонт, у Школі навчалося 34 учні
24.07.2020 році Школу у селі Голінка закрили. Старе і нове приміщення Школи знаходяться у доброму стані.
Про голінську перлину Українського архітектурного модерну світ дізнався завдяки результатам краєзнавчих експедицій, які проводив фахівець з архітектури протоієрей Андрій Власенко у 2008-16 роках. До його звітів потрапила і Голінська школа. У своїх нарисах про Голінську школу Андрій Власенко звертає увагу, що уславнений корифей, арзітектор Опанас Сластіон — не просто автор проекту школи, але безпосередній учасниц будівництва.Значну роль у популяризацію надбання архітектора Опанама Сластіона, і, зокрема, голінської культурної спадчини, внесла у своїй діяльності громадська асоціація Україна Інкогніта.

## Політика

### Парламентські вибори, 2019
На позачергових парламентських виборах 2019 року у селі функціонувала окрема виборча дільниця № 590515, розташована у приміщенні школи.
Результати
- зареєстровано 218 виборців, явка 61,01%, найбільше голосів віддано за «Слугу народу» — 41,22%, за Всеукраїнське об'єднання «Батьківщина» — 29,77%, за «Опозиційний блок» — 7,63%[24]. В одномандатному окрузі найбільше голосів отримав Віктор Ладуха (Всеукраїнське об'єднання «Батьківщина») — 36,36%, за Максима Гузенка (Слуга народу) — 26,52%, за Анатолія Кобзаренка (самовисування) — 12,88%[25].

## Економіка
У середині 20 сторіччя у Голінці знаходилася центральна садиба колгоспу імені Мічуріна і діяла молочно-товарна ферма.
Нині приватні фермерські господарства спеціалізуються переважно на вирощуванні зернових культур.

## Інфраструктура
У 2023 році у Голінці працювали:
- Фельдшерський пункт Центру первинної медико-санітарної допомоги Роменської районної ради, Андріяшівської та Хмелівської сільських рад Роменського району Сумської області
- Клуб[26]
- Магазин продовольчих товарів
- Пожежне депо

На даний час не функціонують Голінська середня школа, дитячий садок із сучасним дитячим майданчиком і пошта.

## Населення
1729 рік — у Голінці налічувалося 15 дворів.
1910—250 дворів.
1926—330 дворів, 1619 осіб.
1989 рік - 518 осіб
2023 рік - 237 осіб

## Пам'ятки природи та садово-паркового мистецтва

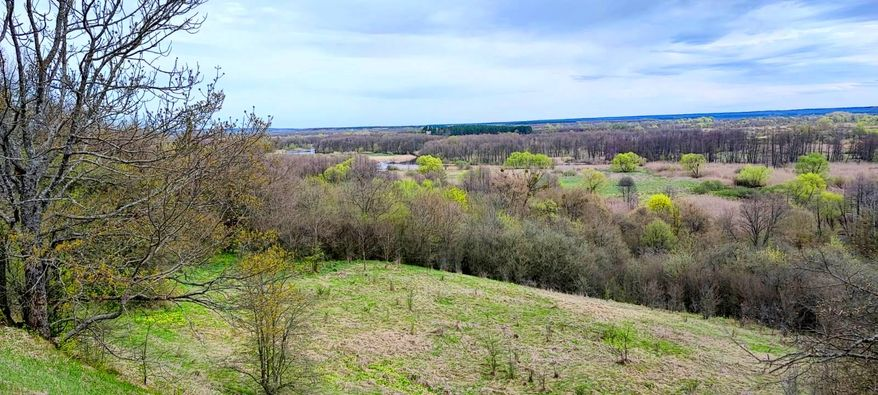
Мальовничі краєвиди над Сулою у Голінці

- Мальовничі краєвиди над Сулою у ГолінціНовогребельський заказник. Зберігається масив евтрофних високотравних, осокових та лісових боліт, що забезпечують підтримання гідрологічного режиму річки Сула. Представлені рослинні угруповання, занесені до Зеленої книги (глечиків жовтих, латаття білого). Є місцем зростання видів, занесених до Червоної книги України (пальчатокорінники м'ясо-червоний і травневий, зозулинець болотний); місцем мешкання тварин, занесених до Червоної книги України(видра, горностай, журавель сірий, лелека чорний); занесених до Європейського Червоного списку (деркач, видра, сліпак) та Бернської конвенції (бобер, черепаха болотяна, бугайчик, крячок світлокрилий, сіра, біла і руда чаплі, грицик великий, лебідь-шипун тощо)[28].
- Гідрологічна пам'ятка природи «Джерело» — утрачений об'єкт природно-заповідного фонду. Характеризувався водою з цінними за смаковими та лікувальними якостями.
- Мальовничі схили та яр із терасами над Сулою, де на початку 20-го сторіччя розташовувався сад пана Володимира Дорогокуплі.

## Пам'ятники та історичні пам'ятки
- Приміщення школи, збудованої у стилі українського архітектурного модерну за проєктом Опанаса Сластіона (1910 рік)
- Пам'ятник Івану Володимировичу Мічуріну
- Пам'ятник жителям Голінки, які загинули у Другій світовій війні
- Пам'ятник Стрельбицькому Івану Панасовичу. Знаходиться на цвинтарі на його могилі
- Панська садиба (нині зруйнована)
- Млин пана Дорогокуплі Володимира Прокоповича (нині зруйнований)
- Велика група скіфських курганів між селами Голінка та Залатиха, які, ймовірно, належать до Посульських курганів Сумщини (походження потребує уточнення фахівців)

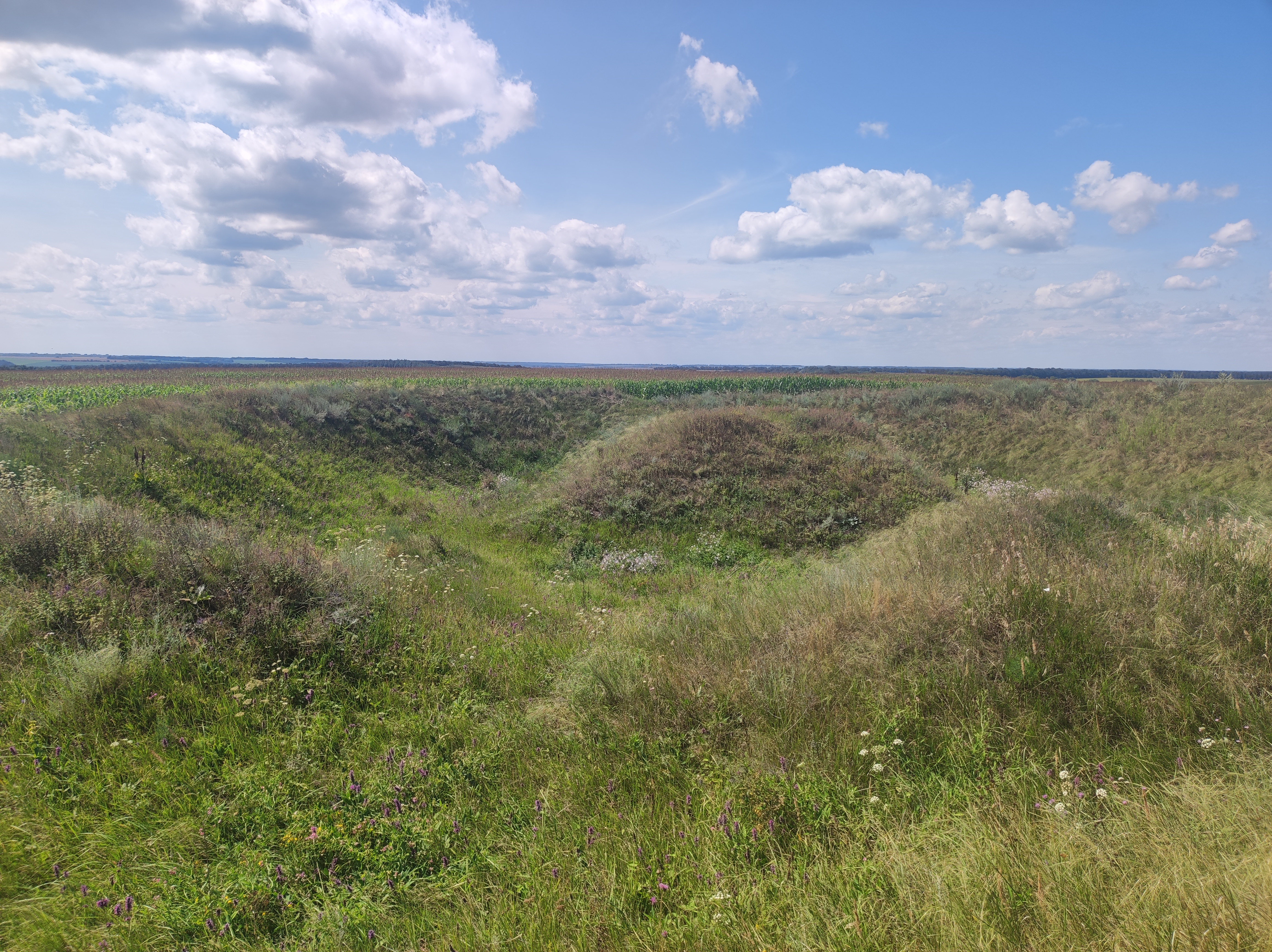
Один із курганів біля Голінки

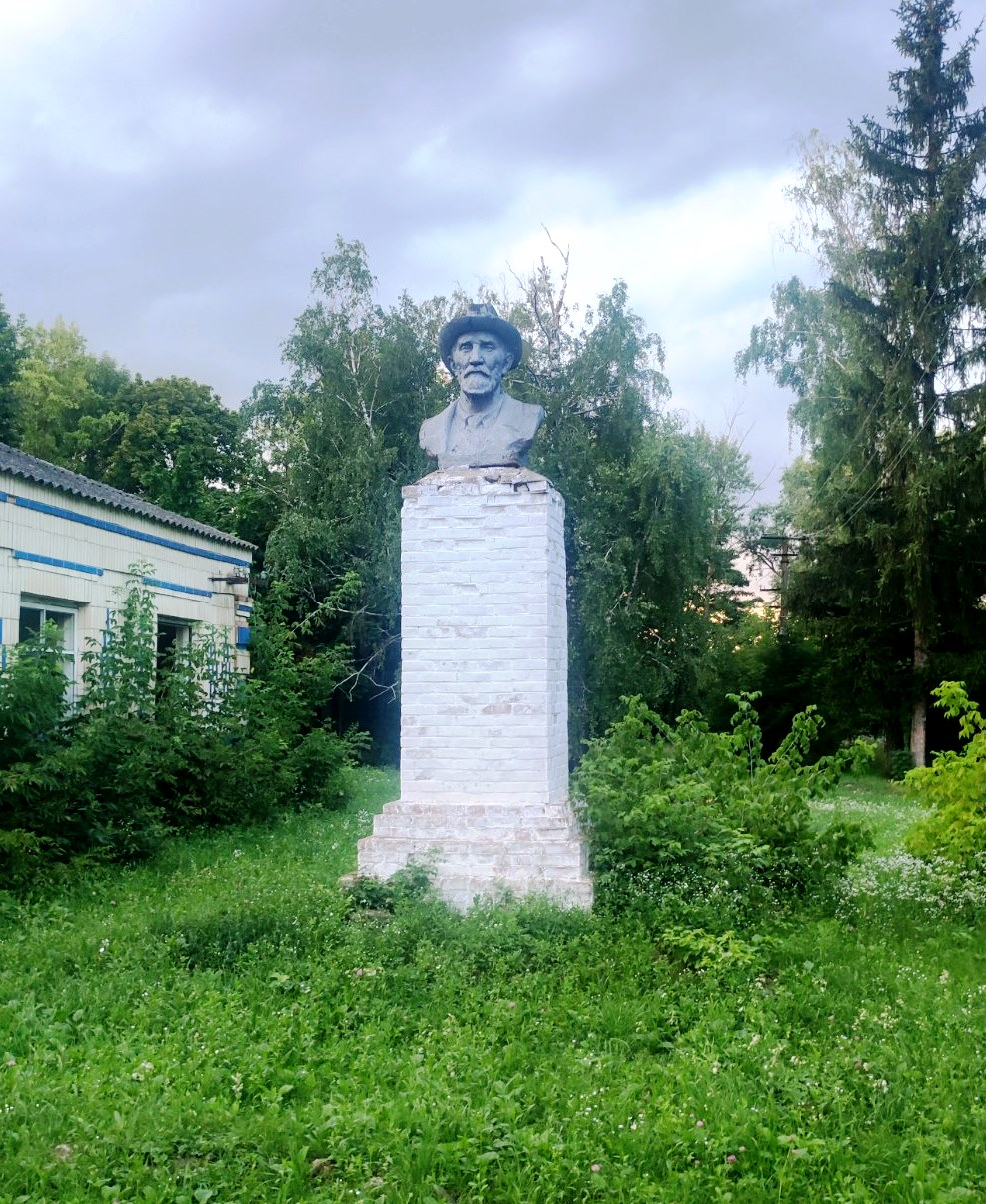
Пам'ятник Івану Мічуріну у центрі Голінки

## Голінка у поезії
Рідному селу присвячені вірші поетеси Любов Вовк

Моя Голінка
Лежить на кручах ріднеє село.
Внизу Сула блакитні води понесла.
В садках із вишень та із яблунь все воно.
Я тут родилася, я тут колись жила.
Приспів:
Моя Голінка мене радісно стрічає,
Коли вертаю я до неї з далини.
Моя Голінка, за тобою я скучаю,
Куди б мене мої стежки не завели.

Круті Поренджі, старий клуб і рідна школа.
І три сосни, що стали в ряд, мов три струни.
І вчителі, яких нема, але ніколи
Ми не забудем, як учили нас вони.
Приспів.
Ось те обійстя, де стояла рідна хата.
І чорнобривці попід тином там цвіли.
Згадаю я, як проводжали батько й мати
У світ широкий нас осінньої пори.
Приспів.

Два рідні села
Два села в моїй душі переплелись:
Отут живу, а там родилась я колись.
Ой два села,
Як два крила.
Я п’ю наснагу із святого джерела.
Отам ставали босі ноги в моріжку,
А тут пізнала я любов свою терпку.
Ой юність там,
А тут життя.
І вже назад ніяк немає вороття.
Духмяним трунком пахне зорана рілля,
Коли весна ступає кроком на поля.
Цвітуть садки,
Хрущі гудуть.
У рідних селах посівні роботи йдуть.
Щирі люди проживають там і тут.
Люблять землю, Україну, славлять труд.
Ви є любов,
Моя весна,
І моя пісня, що від серця проросла.

Народила мене мати в цій землі…
Народила мене мати в цій землі,
Хліб навчала поважати на столі,
Працьовиті руки щиро шанувать,
На поталу рідну землю не давать.
Приспів:
Українка я, і це моя земля.
І куди б же мене доля не вела,
Пам’ятаю я той край, де народилась,
Де дощем весняним у дитинстві вмилась,

Де під сонцем ясним коси заплела.
Полонили мене луки і гаї,
Що ховались під туманами в імлі.
Це вони наснаги й сил мені дають.
І до щастя через них у мене путь.
Приспів.
О великий, сильний Боже, поможи!
Україну нашу рідну збережи!
Від війни мій рідний край оберігай.
Мир і злагоду землі вкраїнській дай.
Приспів.

## Відомі люди

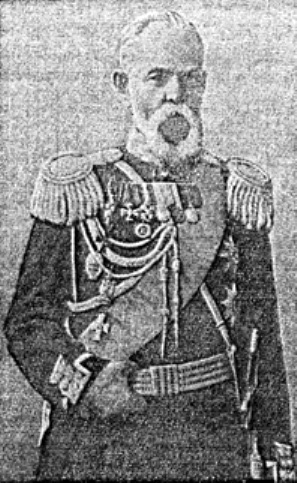
І. А. Стрельбицький

- Стрельбицький Іван Опанасович (*1828 — †1900) — геодезист і картограф.
- Кошовий Семен Васильович (близько 1780 — близько 1830), кобзар
- Володимир Прокопович Дорогокупля — поміщик, меценат, член Лохвицького повітового земства
- Вовк Любов Федорівна, поетеса